# كلايف غودير
كلايف غودير (بالإنجليزية: Clive Goodyear)‏ هو لاعب كرة قدم بريطاني، ولد في 15 يناير 1961 في لنكولن في المملكة المتحدة. لعب مع نادي برينتفورد ونادي بليموث أرجايل ونادي لوتون تاون ونادي ويمبلدون.

## وصلات خارجية
- كلايف غودير على موقع قاعدة بيانات كرة القدم.إي يو (الإنجليزية)
- كلايف غودير على موقع عالم كرة القدم.نت (الإنجليزية)